# Eukoenenia roquetti
Eukoenenia roquetti is een spinnensoort in de taxonomische indeling van de Palpigradi.
Het dier komt uit het geslacht Eukoenenia. Eukoenenia roquetti werd in 1935 beschreven door Cândido Firmino de Mello-Leitão and Arlé.